# Bădăcin, Sălaj

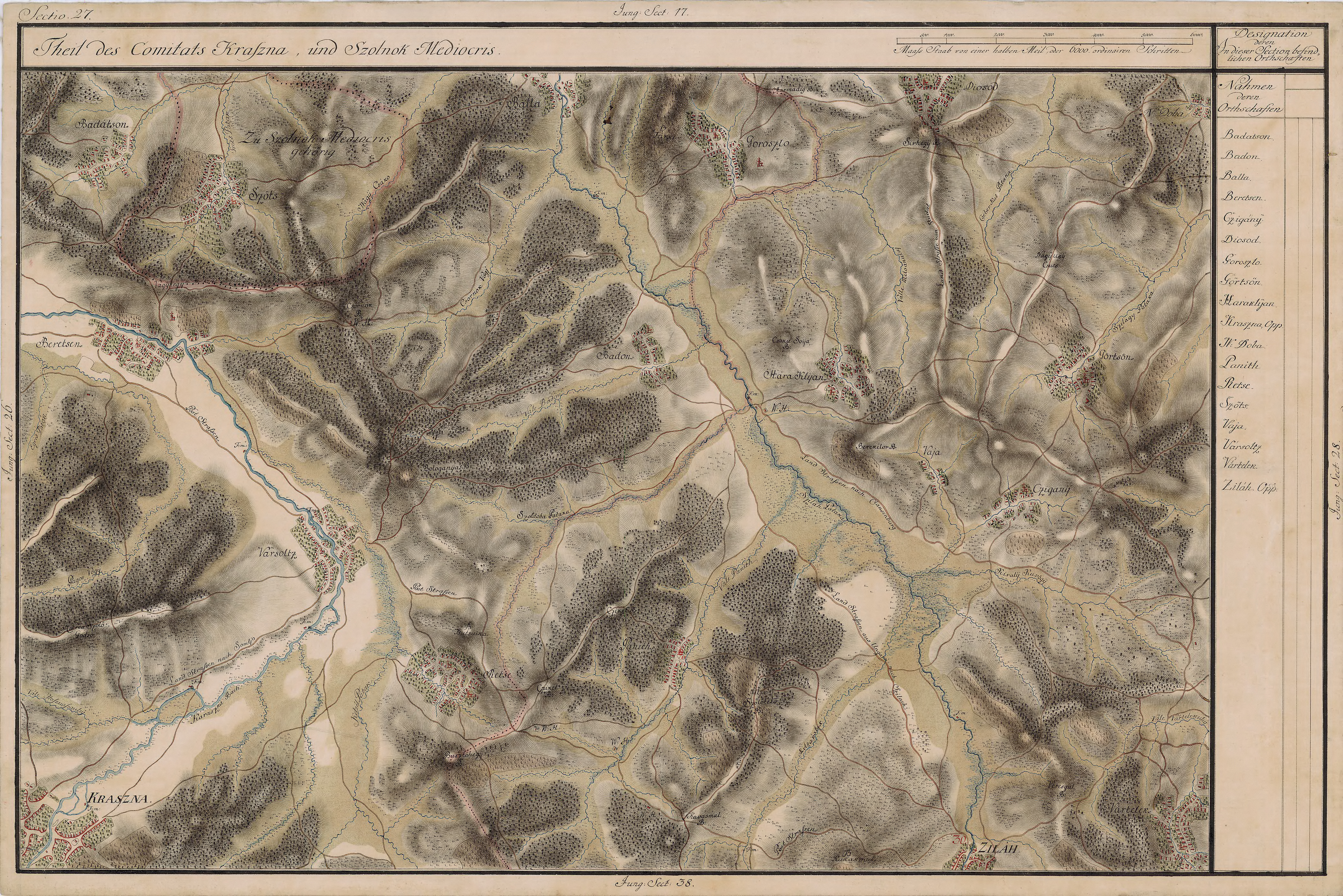
Bădăcin în Harta Iosefină a Transilvaniei, 1769-1773

Bădăcin este un sat în comuna Pericei din județul Sălaj, Transilvania, România. Localitatea este atestată documentar din anul 1213.

## Descriere generală
Satul Bădăcin face parte din comuna Pericei, la 5 Km de orașul Șimleu Silvaniei. Este un sat relativ mic, cu 275 de numere de casă. Toți locuitorii sunt români.
Despre această așezare nu se cunosc prea multe. Localitatea este așezată pe o vale destul de mică, locuită de oameni harnici si cinstiți. Locuitorii satului, în evul mediu, erau de origine nobilă, scutiți de dări anuale și și-au căștigat aceste privilegii prin credința cu care au apărat fortăreața lui Ștefan Báthory (rege al Poloniei și principe al Transilvaniei) din Șimleu Silvaniei.
Prima atestare documentară a satului datează din anul 1213, lucru ce denotă că este unul dintre cele mai vechi sate românești din regiune.
Biserica din sat a fost construită în 1705, ca biserică unită. Biserica, construită din piatră, cu turlă în stil baroc, este dintre cele mai vechi construcții de acest fel din cuprinsul județului Sălaj. Are hramul „Schimbarea la față”. Nu se cunosc numele ctitorilor și a binefăcătorilor, însă contribuția celor 50 de familii de săteni la acea dată a fost decisivă.
Prima școală din sat este considerată cea mai veche din Sălaj, un act afirmând existența ei în anul 1851. Actuala școală a fost ridicată pe cheltuiala lui Iuliu Maniu.

## Personalități
Aici și-a petrecut o mare parte a vieții Iuliu Maniu, politician român, deputat la Budapesta în parlamentul Ungariei, de mai multe ori prim-ministru al României, președinte al Partidului Național-Țărănesc, deținut politic după 1947, decedat în închisoarea din Sighetul Marmației.

## Monumente
- Biserica de zid „Schimbarea la față”, monument din anul 1705
- Casa memorială a lui Iuliu Maniu

## Blazon
Blazonul moșiei Bădăcin, dat de către împăratul Leopold la 7 decembrie 1699, odată cu Diploma de înnobilare a lui Laurențiu Man.

## Economia
Economia este susținută în principal de agricultură, îndeosebi de cultivarea pomilor fructiferi.

## Imagini

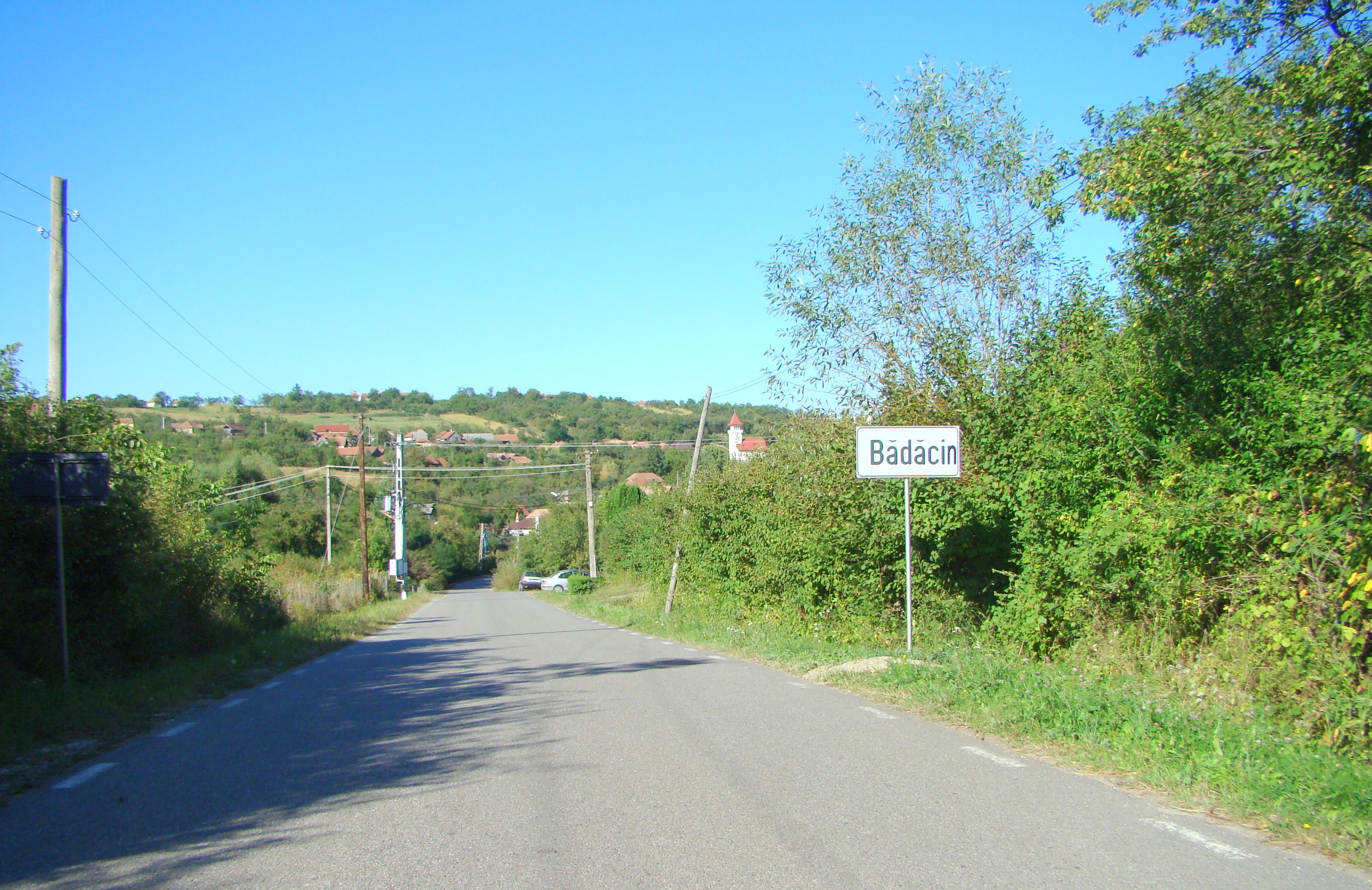
Intrarea în localitate
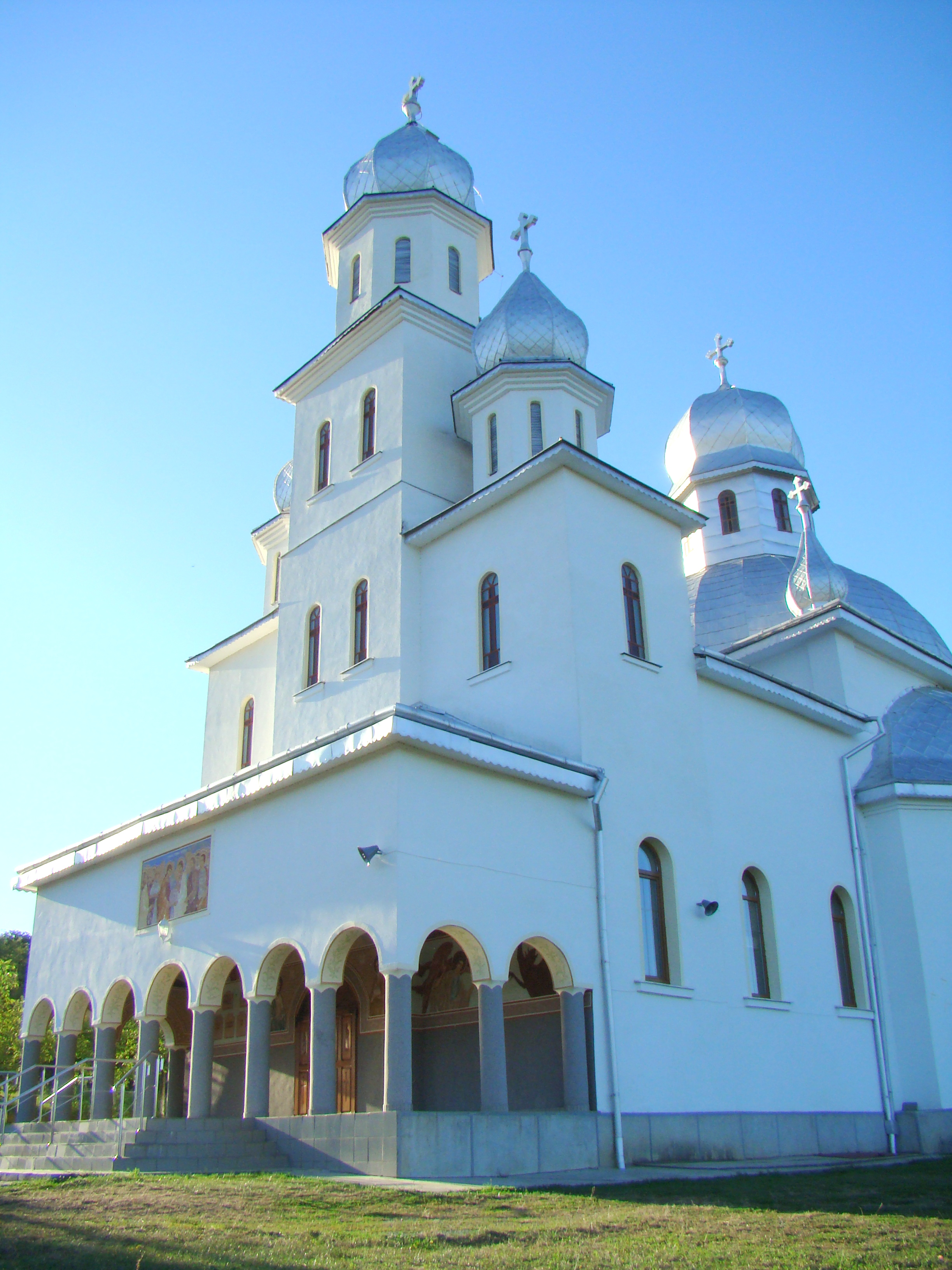
Biserica ortodoxă „Duminica Tuturor Sfinţilor"
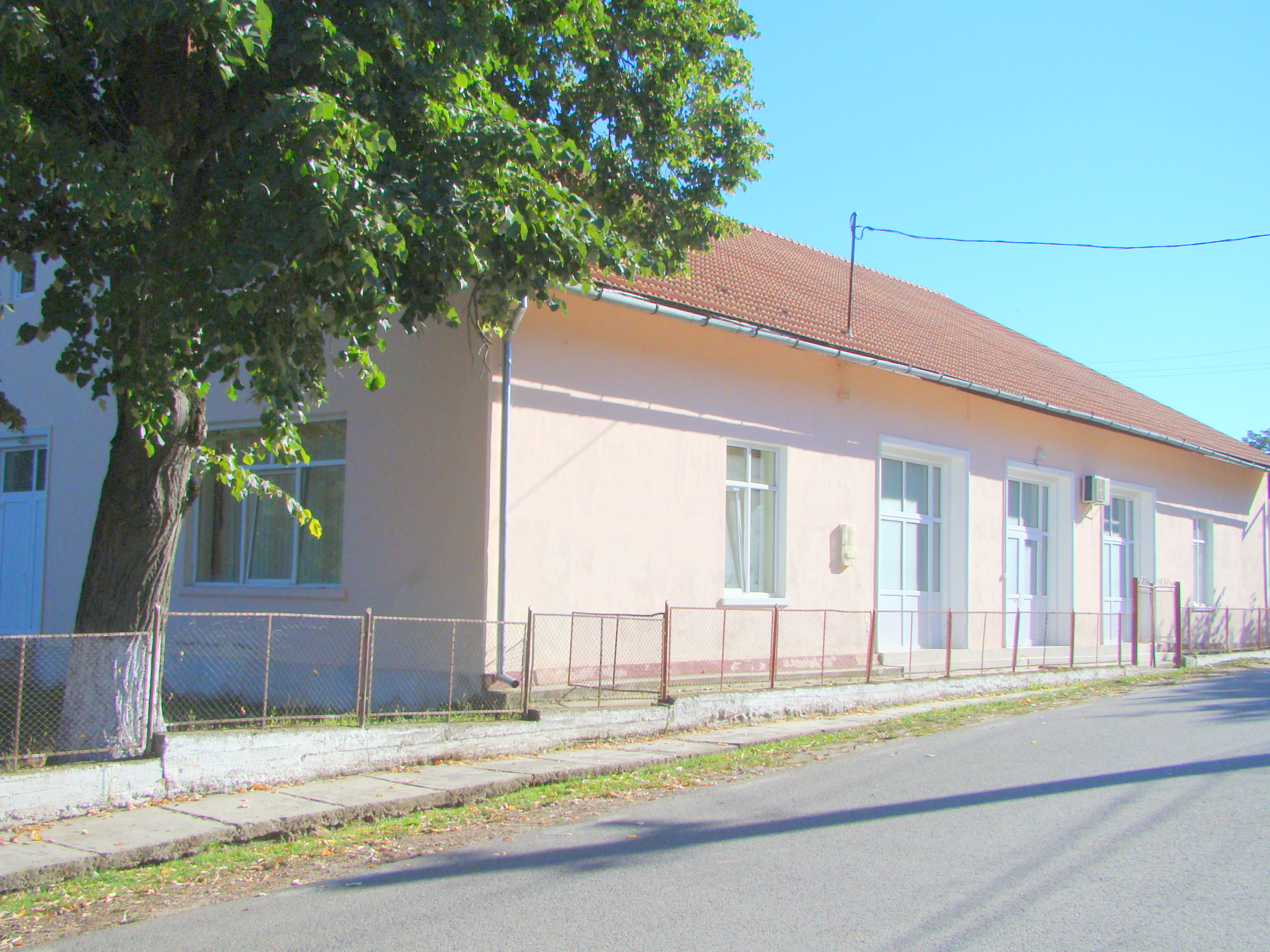
Căminul cultural
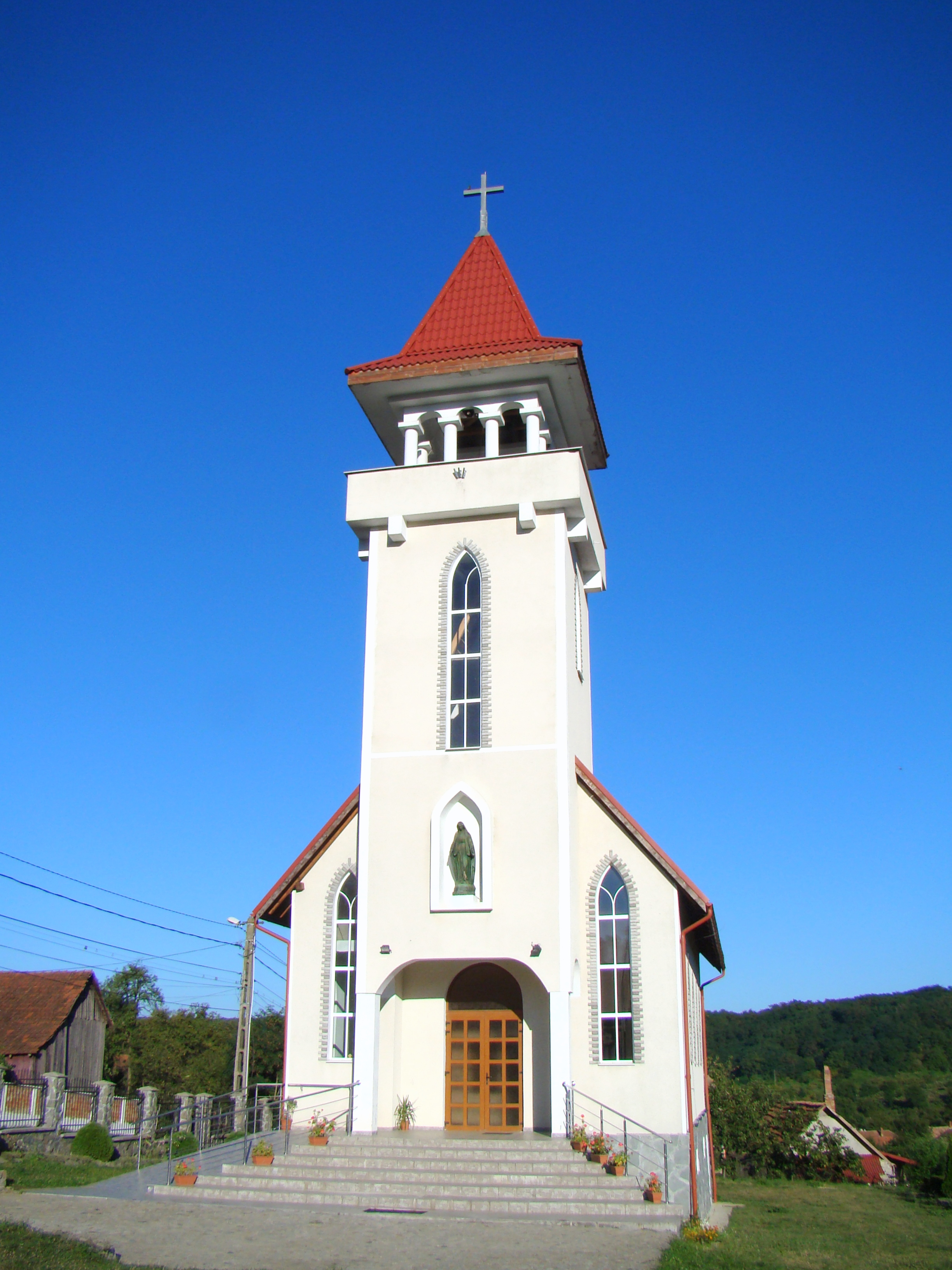
Biserica greco-catolică „Întâmpinarea Domnului"
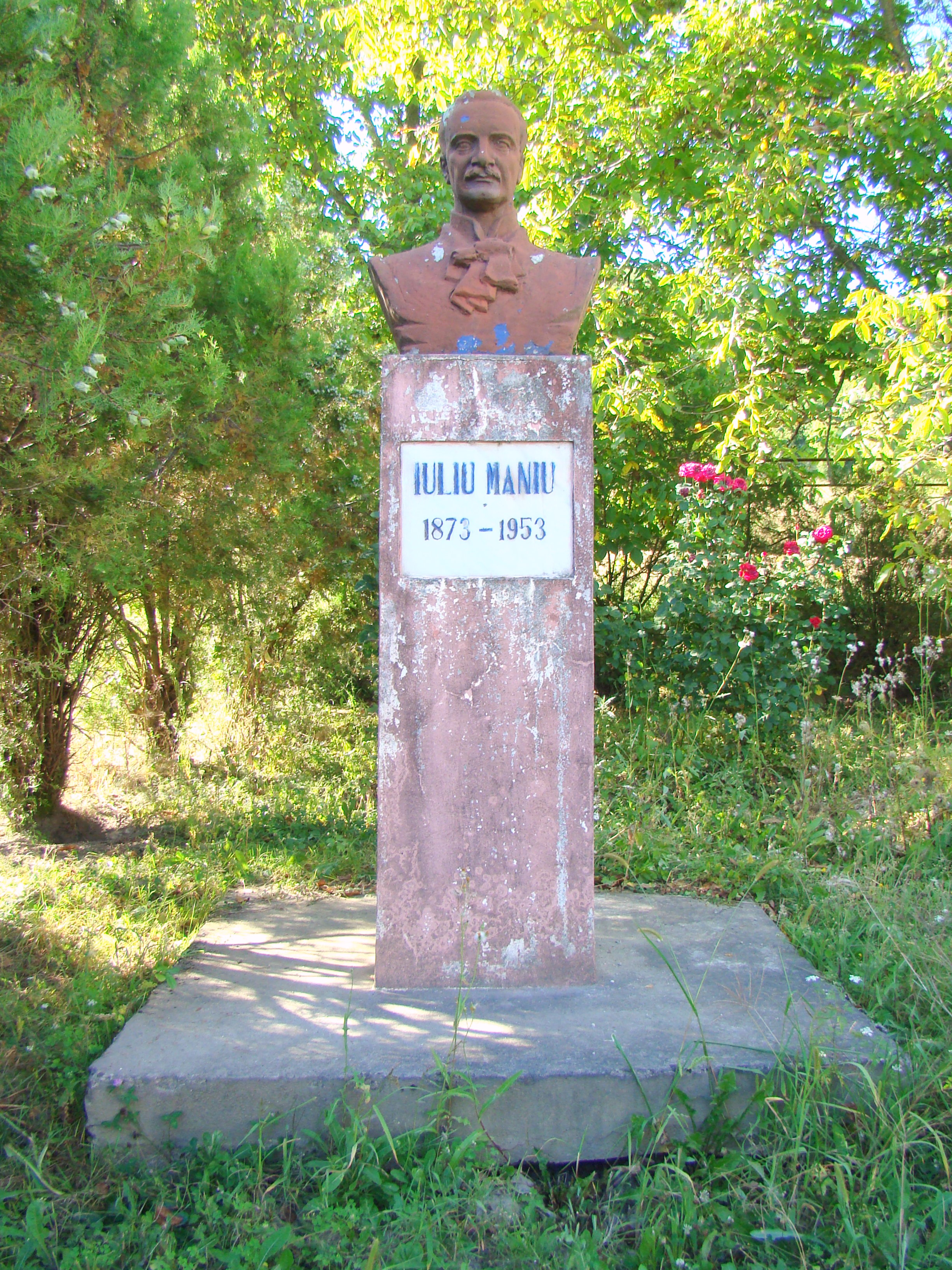
Bustul lui Iuliu Maniu
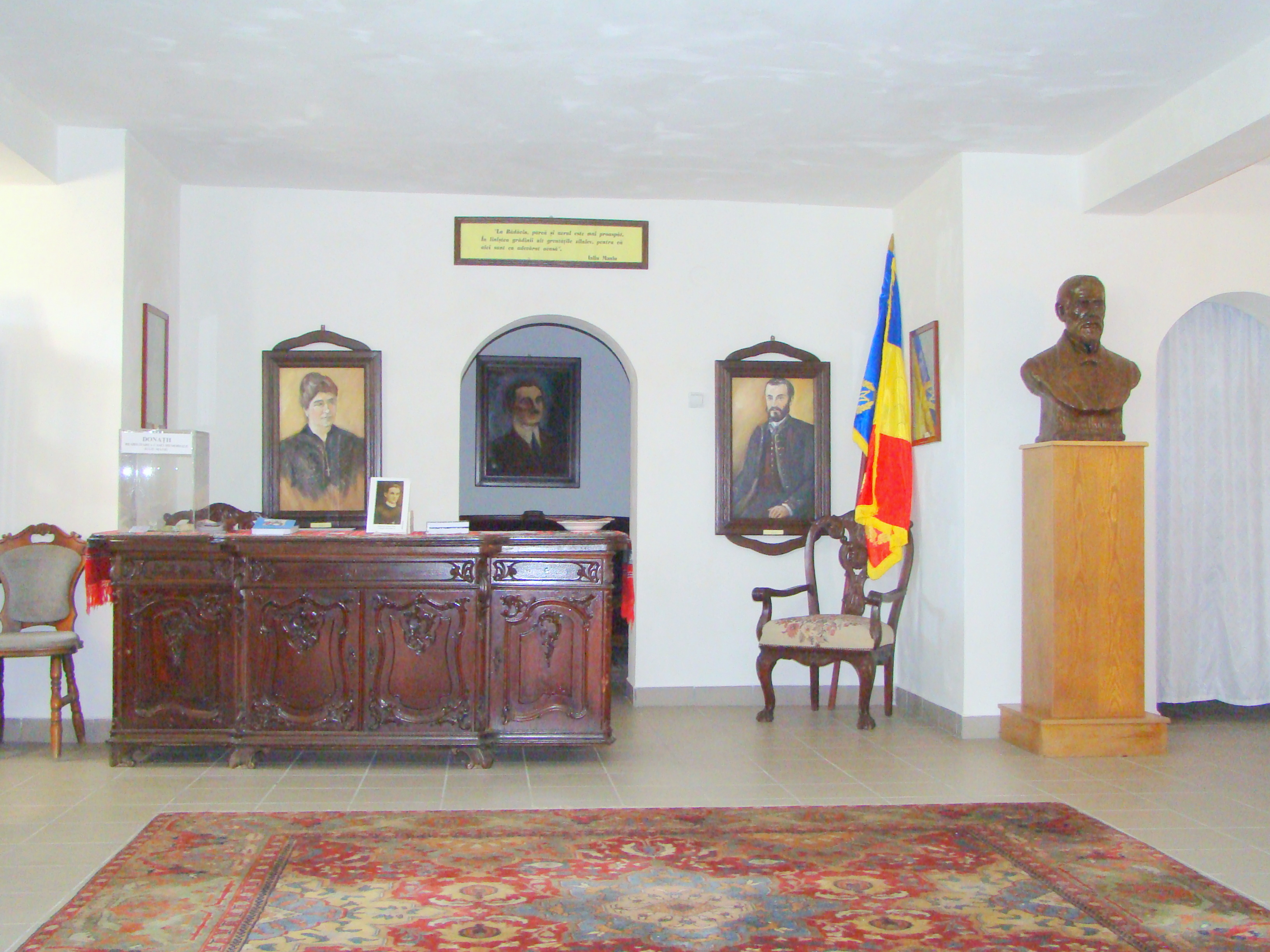
Muzeul „Iuliu Maniu” din Bădăcin aflat la demisolul bisericii greco-catolice "Întâmpinarea Domnului"
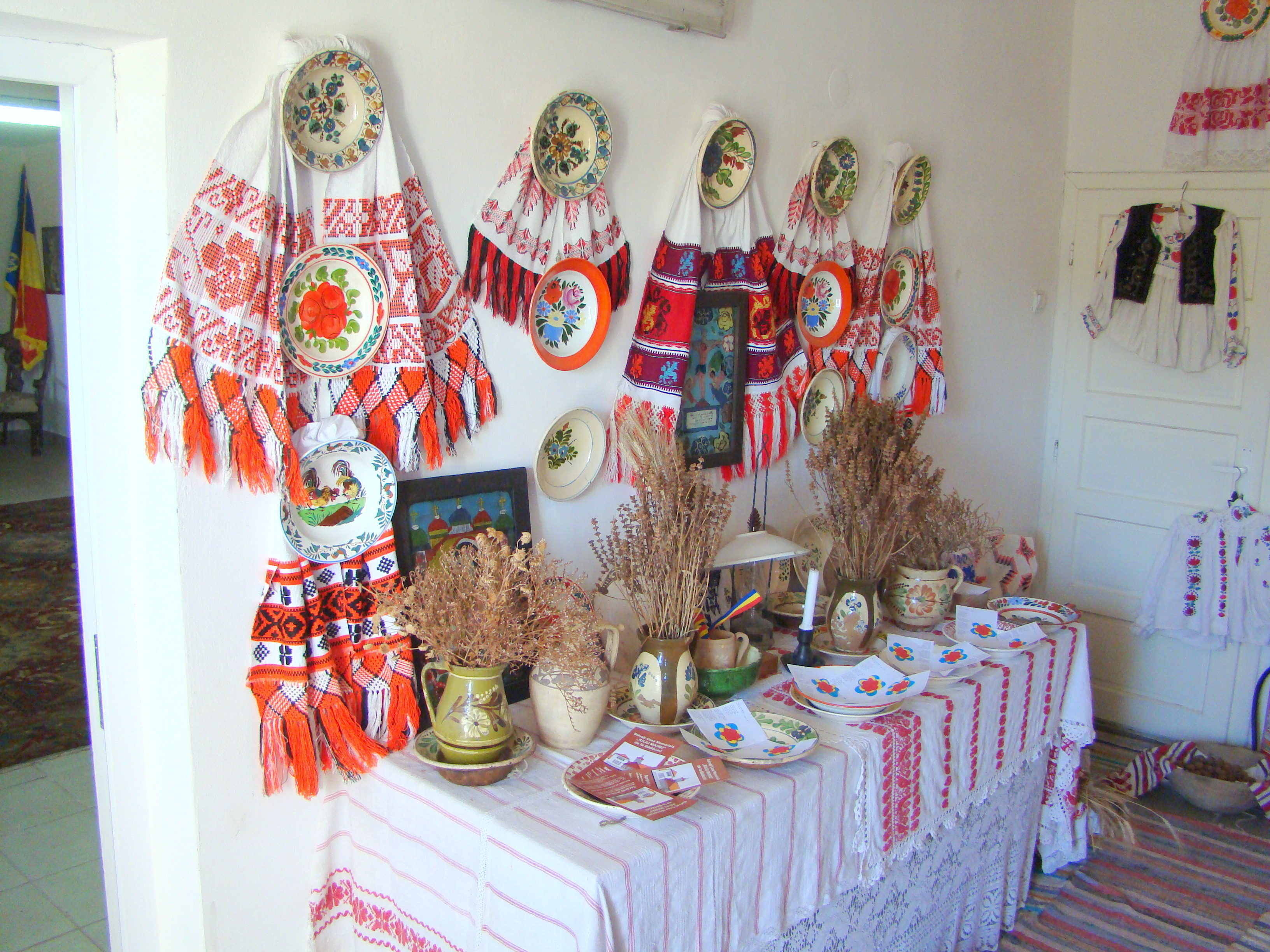
Muzeul „Iuliu Maniu” din Bădăcin
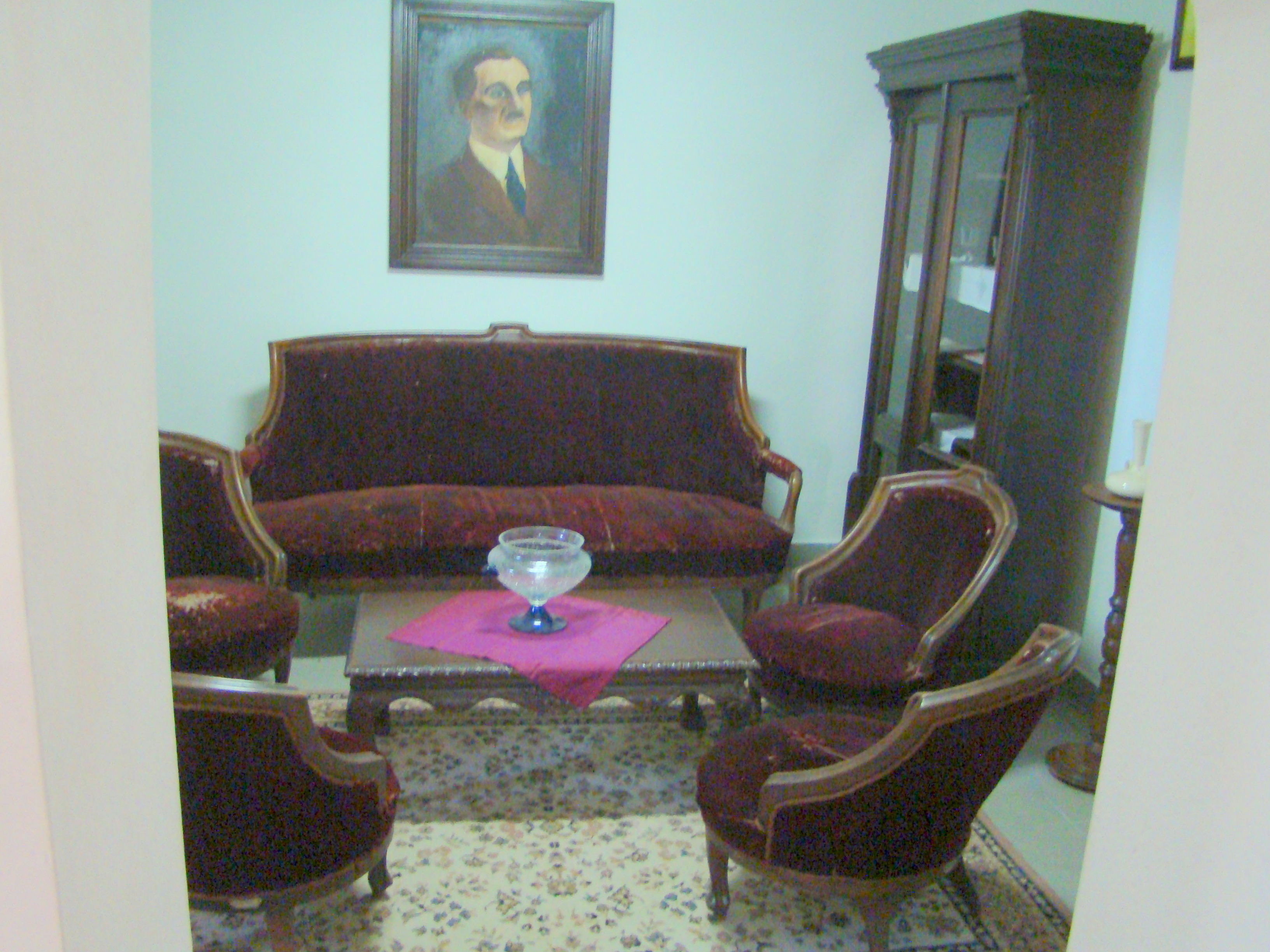
Muzeul „Iuliu Maniu” din Bădăcin
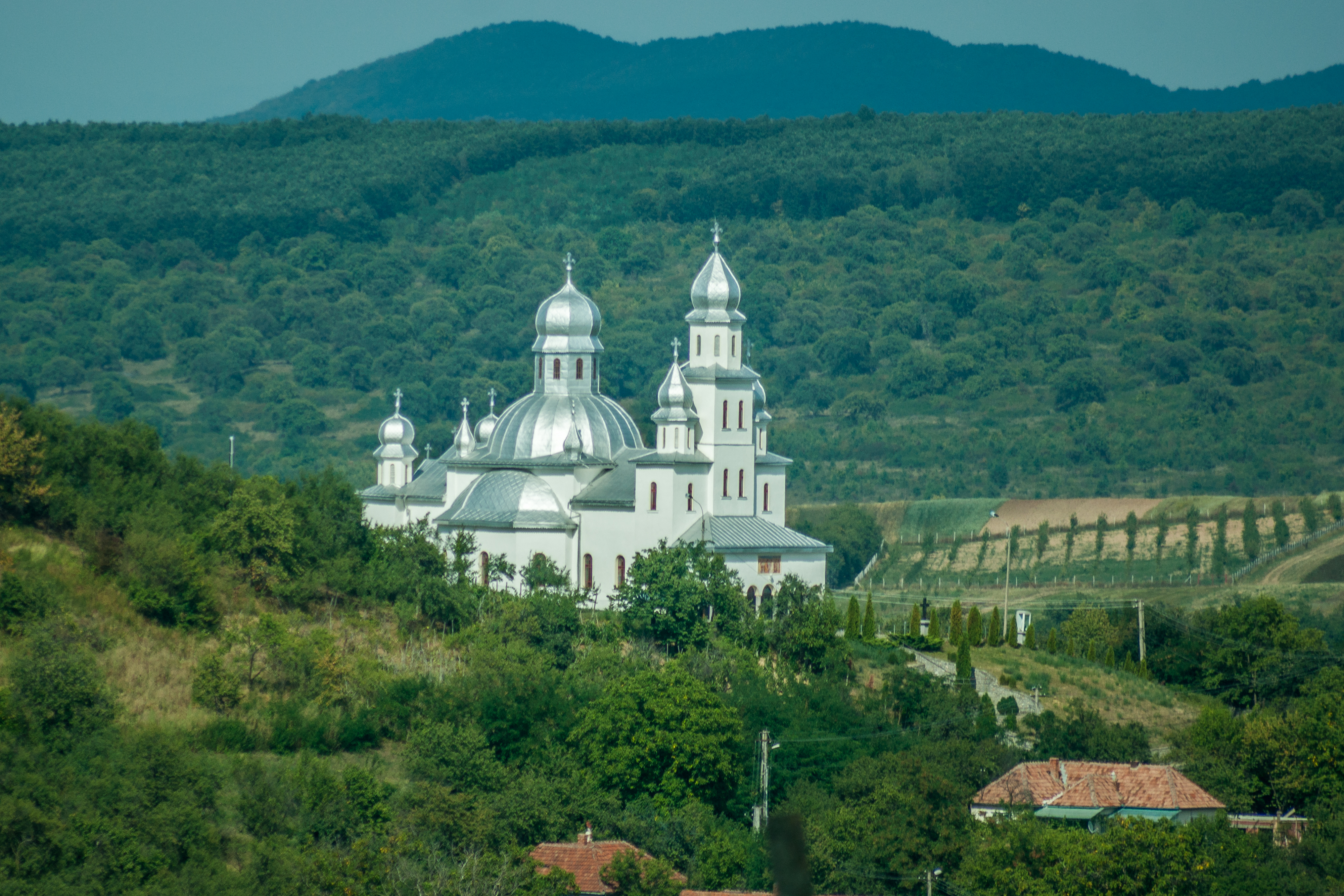
Biserica ortodoxa
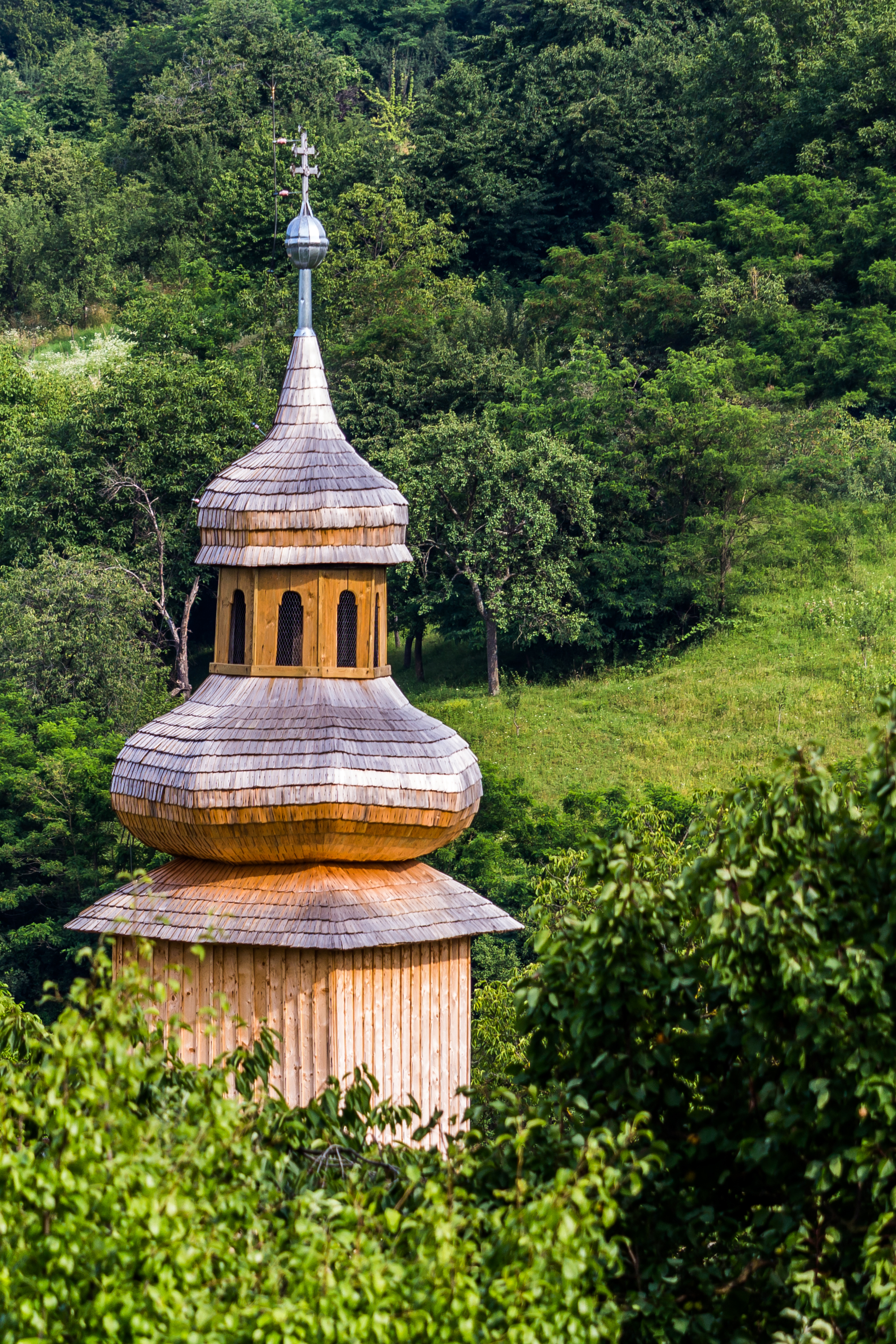
biserica de lemn - turn
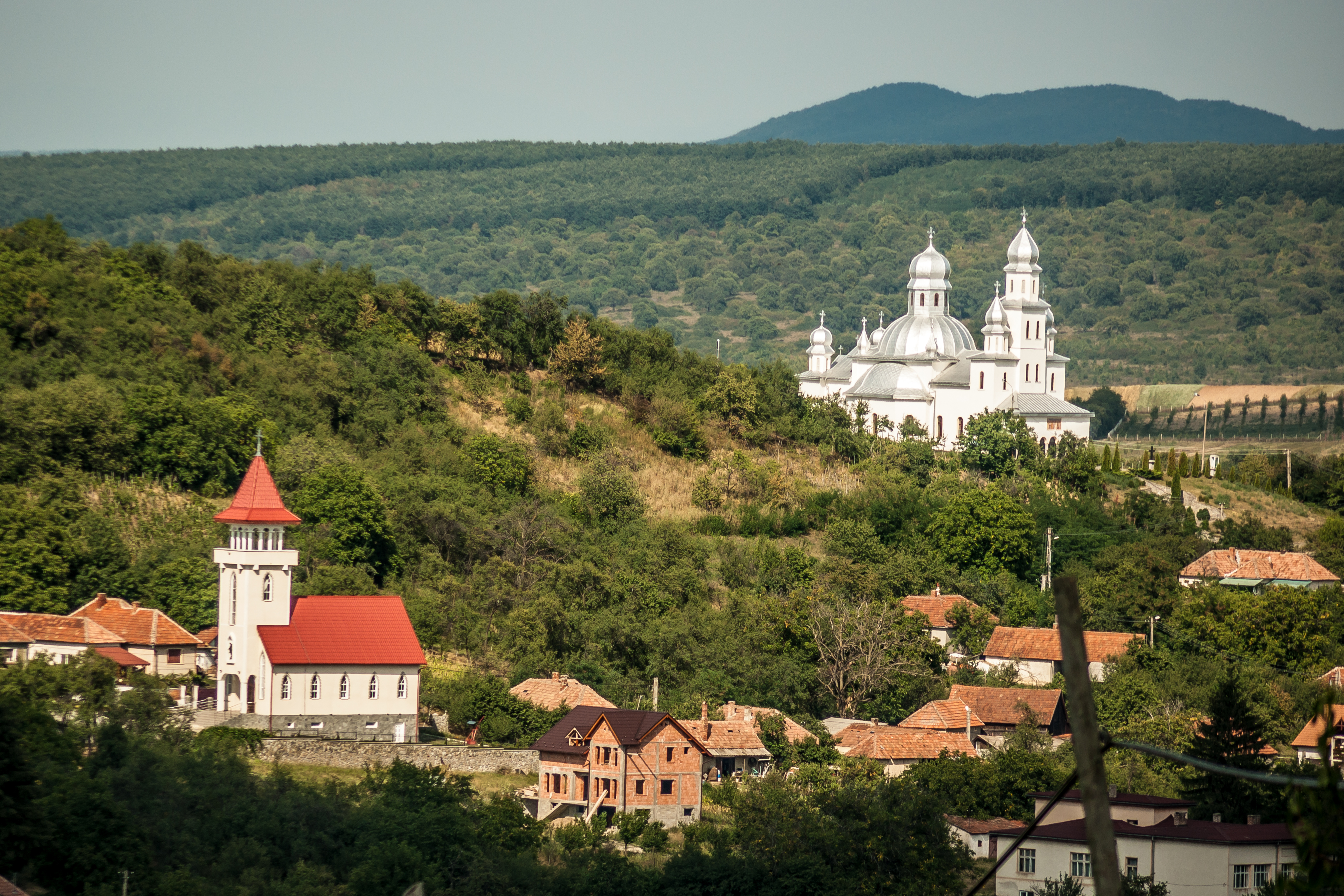
Bicerica Greco Catolica  si Biserica Ortodoxa
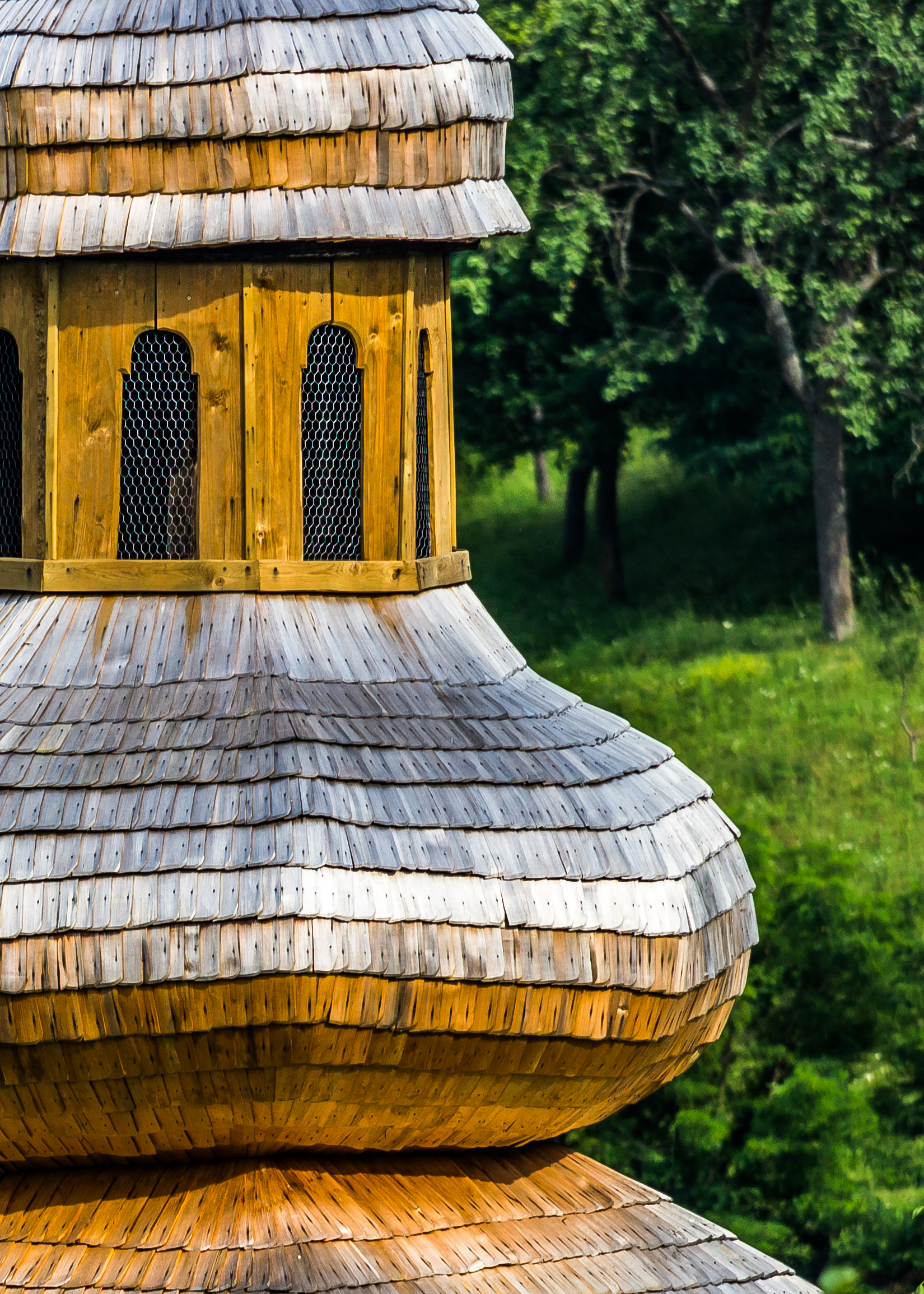
Turnul isericii de lemn - detaliu
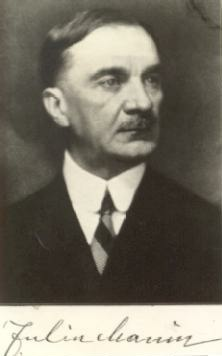
Iuliu Maniu